# Promikiola rubra
Promikiola rubra är en tvåvingeart som beskrevs av Jean-Jacques Kieffer och Herbst 1911. Promikiola rubra ingår i släktet Promikiola och familjen gallmyggor. Inga underarter finns listade i Catalogue of Life.